# La Torre del Valle
La Torre del Valle is een gemeente in de Spaanse provincie Zamora in de regio Castilië en León met een oppervlakte van 16,47 km². La Torre del Valle telt 148 inwoners (1 januari 2016).

## Demografische ontwikkeling
Bron: INE, 1857-2011: volkstellingen
Opm.: In 1857 werd de gemeente Paladinos del Valle aangehecht